# Голобородько Володимир Ілліч
Володимир Ілліч Голобородько (*7 червня 1940, с. Галиця, Ніжинський район, Чернігівська область) — український журналіст, письменник-сатирик. Член Національної спілки журналістів України, Всеукраїнського товариства політв'язнів і репресованих, а також Товариства професіональних літераторів «Москва». Член УРП (з 1990); помічник Народного депутата України (з 1996); редактор газети «Незалежність» (з червня 1999); оглядач газети «Правда України».

## Освіта
- Запорізьке (Верхньохортицьке) педагогічне училище (1959—1962), викладач політехнічного навчання;[1]
- Московський державний університет імені Ломоносова, філософський факультет (1964—1970), філософ, викладач філософії;
- Московський державний університет імені Ломоносова, історичний факультет (2 курси).

## Кар'єра[2]
З 08.1957 по 10.1958 рр. — бетонник, газозварник, Свердловський завод великопанельного домобудування, Луганської області.
З 12.1958 по 08.1959 рр. — газозварник, Запорізький комбінат будівельних деталей.
З 1959 по 1962 рр. — студент Запорізького (Верхньохортицького) педагогічного училища.
З 08.1962 по 10.1962 рр. — вчитель праці, Запорізького спеціального інтернату № 3.
З 1962 по 1965 рр. — служба в армії, м. Москва.
З 1965 по 1970 рр. — вчитель праці, фізкультури та малювання, Полівановська 8-річна школа Подольського району Московської області.
З 1970 по 1973 рр. — завідувач відділу мистецтва, роз'їзний редактор, заступник головного секретаря, газета «Літературна Україна», журнал «Вітчизна».
З 1973 р. — заступник головного секретаря, «Літературна газета», м. Москва.
З 12.1973 по 04.1974 рр. — роздавач інструментів Московського заводу ім. Калініна.
З 04.1974 по 08.1974 рр. — старший редактор газети «Молодой ленинец», м. Калуга.
З 01.1975 по 07.1976 рр. — електрогазозварник, БУ ТЕЦ-25, м. Москва.
З 08.1976 по 04.1982 рр. — викладач естетики й права, ТУ № 150.
З 08.1978 р. — літератор, сатирик профільного товариства літераторів «Москва».
З 1978 по 1988 рр. — редактор, рецензент видавництва «Молода гвардія».
З 1984 по 1985 рр. — рецензент газети «Літературна Росія».
З 11.1990 по 09.1991 рр. — головний редактор газети «Самостійна Україна».
З 1993 р. — завідувач літературної частини в театрі, актор, комерційний директор театру ЗС України.
З 04.1995 по 04.1999 рр. — політичний оглядач та літературний редактор газети «Вісті з України» («Український форум»).

## Сім'я
Батько Ілля Григорович (1917—1985) — учитель історії, географії;
Мати Ганна Григорівна (1919—1994) — учитель української та російської мов і літератури;
Старший син Андрій (1970) — помічник капітана річкового флоту, моторист;
Молодший син Ярослав (1990).

## Правозахисна діяльність
З початку 60-х — у правозахисному русі. В 1970-80-ті зазнав переслідувань, змушений жити за межами України.
Член КПРС (1965—1974), виключений партійним комітетом Спілки письменників України за антирадянську пропаганду та агітацію, наклепи на КПРС і особисто на В. Леніна, розкладання молодих літераторів.

## Громадська діяльність
Член Всеукраїнського товариства політв'язнів і репресованих (1989). Член НСЖУ (з 1995), товариства професіональних літераторів «Москва» (1978).
Лауреат клубу «12 стульев» («Літературна газета», 1982).

## Творчість
Автор:
- збірка афоризмів (1968, 1986, «самвидав»),
- Книга афоризмів і сатиричних мініатюр «Тези й антитези» (1993),
- збірник поезій «Нетрадиційний сонет» (1999),
- збірник поезій «Святі бажання» (2000),
- добірки поезій, прози в багатьох збірках (Київ, Берлін, Москва, Таллінн, Софія).

## Інше
Володів білоруською мовою. Захоплювався: народознавством, краєзнавством, історією, філософією, літературою, мистецтвом та наукою.